# 国际经济法
國際經濟法（英文：International Economic Law）一詞係由格奧爾格·施瓦岑貝格（Georg Schwarzenberger）於1948年發表於《國際法季刊》（International Law Quarterly）中的「國際經濟法之範疇與標準」（The Province and Standards of International Economic Law）一文所正式提出。
然而，對於國際經濟法概念與範疇之界定，學者間迄今仍存有爭議。在概念之界定上，大致而言，狹義說主張國際經濟法屬於國際法的分支學科，國際經濟法係指規律國際法主體在國際經濟關係中之國際法規則。廣義說則屬於一種「跨國法」（transnational law）的觀點，其主張國際經濟法為國際法、國內法以外的第三類法域，凡是涉及規律跨國界經貿交流之國內法、國際法與商人法（lex mercatoria or law merchant）規則，均於廣義說的國際經濟法概念之中。

## 代表人物
美国
- P.C.杰塞普
- M.卡茨
- K.布鲁斯特
- W.G.弗里德曼
- A.A.法托罗斯
- A.F.洛温菲尔德

奥地利
- A.韦德罗斯

德国
- G.埃勒

日本
- 樱井雅夫
- 金泽良雄
- 横川新

英国
- G.施瓦曾伯格

法国
- P.勒泰尔
- D.卡罗
- P.朱亚尔
- T.弗洛里